# Шкала Меркаллі
Шкала інтенсивності землетрусів Меркаллі використовується для вимірювання інтенсивності землетрусів за зовнішніми ознаками, на основі даних про руйнування. Її використовують для оцінки землетрусу коли відсутні прямі дані про силу підземних поштовхів (наприклад, коли відсутнє відповідне обладнання). У шкалі Меркаллі для визначення ступеня інтенсивності землетрусу використовуються римські цифри.

## Історія виникнення
Шкала названа на честь італійського вулканолога Джузеппе Меркаллі, який заклав основи її використання у період з 1883-1902 роках. Надалі Чарльз Ріхтер впровадив певні зміни у шкалу, після чого її почали називати модифікованою шкалою Меркаллі (ММ). Наразі шкала Меркаллі використовується переважно у США.

## Сучасний вид шкали Меркаллі
| I.    | Не відчувається людьми. |
| II.   | Відчувається у спокійній ситуації на верхніх поверхах будівель.                                                                                                 |
| III.  | Відчувається у приміщеннях. Здається, що поблизу проїжджає легка вантажівка. Рухаються предмети.                                                                |
| IV.   | Здається що проїжджає важка вантажівка. Дзвенять вікна та посуд.                                                                                                |
| V.    | Відчувається на вулиці. Просинаються люди. Виплескується вода з посуду.                                                                                         |
| VI.   | Відчувається всіма. Перелякані люди вибігають на вулицю. Тріскається штукатурка, цегла, керамічна плитка. Рухаються та ламаються меблі. Лопається віконне скло. |
| VII.  | Важко стояти на ногах. Відчувають водії автомобілів, що рухаються. Падає штукатурка, цегла, керамічна плитка. На поверхні водоймищ виникають хвилі.             |
| VIII. | Важко вести автомобіль. Руйнуються деякі цегляні стіни, димові труби. У ґрунті з’являються тріщини, на піску воронки.                                           |
| IX.   | Загальна паніка. Лопаються каркаси будівель та підземні труби. З’являються значні тріщини у ґрунті.                                                             |
| X.    | Обвалюються більшість цегляних будівель, каркасів, фундаментів. Серйозні ушкодження дамб та насипів. Падають мости.                                             |
| XI.   | Деформація залізничних шляхів. Повністю виходять з ладу підземні трубопроводи.                                                                                  |
| XII.  | Практично повне спустошення. |